# Flora Payne Whitney
Flora Payne Whitney, também conhecida como Flora Whitney Miller (27 de julho de 1897 – 18 de julho de 1986), foi uma socialite, coleccionadora de arte e patrona das artes.

## Biografia
Era a filha mais velha de Harry Payne Whitney, um desportista e herdeiro da fortuna da família Whitney, e de Gertrude Vanderbilt Whitney, herdeira de uma parte substancial da fortuna da família Vanderbilt.
Flora cresceu na 871, Fifth Avenue em Nova Iorque. Frequentou a Escola Brearley em Nova Iorque e a Escola Foxcroft em Middleburg, Virgínia, onde conheceu e se tornou amiga do artista Kay Sage.
Flora conheceu Quentin Roosevelt, filho do Presidente Theodore Roosevelt, e quando os Estados Unidos entraram na Primeira Guerra Mundial, Quentin alistou-se, e tornou-se noivo de Flora antes de ir para o serviço na Europa. Tragicamente, o jovem casal nunca se casou, pois Quentin foi morto em acção nos céus de França, durante um combate aéreo, a 14 de Julho de 1918.
Após a morte de quentin, Flora casou-se com Roderick Tower, um aviador que treinara com Quentin Roosevelt no aeródromo de Mineola em Long Island. Tower era filho de Charlemagne Tower, embaixador dos Estados Unidos para a Rússia e Alemanha.
Flora e Roderick casaram na Igreja de São Bartolomeu. em Nova Iorque, a 20 de Abril de 1920. Tiveram dois filhos: Pamela Tower, nascida em 1921, e Whitney Tower, nascido em 1923. No entanto, o casal divorciou-se em 1925.
A 4 de Fevereiro de 1927, no Cairo, Egipto, Flora casa com George Macculloch Miller III, neto de George Macculloch Miller. Desse casamento, Flora teve mais dois filhos: Flora, nascida em 1928, e Leverett, nascido em 1931.
Flora Payne Whitney faleceu em 1986.